# Прокламација српске владe 12 јула 1914.
Прокламација српске владе 12/25. јула 1914. један је од историјских докумената Краљевине Србије настао на почетку Првог светског рата. Документ којим је Пашићева влада позивала грађане на одбрану отаџбине, срочила је и објавила Пашићева влада, након што је Аустроугарска 25. јула увече прекинула дипломатске односе са Краљевином Србијом.

## Предуслови
На Видовдан 28. јуна 1914. године у Сарајеву је убијен аустроугарски надвојвода Франц Фердинанд. Најпре је на престолонаследника бацио бомбу омладинац Недељко Чабриновић, али се она одбила и експлодирала иза аутомобила. Непун сат након првог покушаја атентата и после званичне посете општини, на Фрању Фердинанда гимназијалац Гаврило Принцип испалио је два хица из пиштоља и усмртио њега и његову супругу Софију Котек војвоткињу Хоенберг. 

### Ултиматум Аустроугарске српској влади 10/23. јула 1914.
Око месец дана од извршења сарајевског атентата, и након полемике које су велике силе водиле о решењу српско-аустриског конфликта мирним путем, користећи атентат као повод, Аустроугарска је преко свог посланика у Београду, барона Гизла, предала 10/23. јула 1914. године вршиоцу дужности председника владе и министра иностраних послова и министру финансија Лазару Пачуу за председника српске владе. 
У ултиматуму се имеђу осталог такстативно у 10 тачака Влада Краљевине Србије, захтевало да ће надаље обећати следеће:
1. Да ће забранити сваку публикацију која распирује мржњу и непоштовање према Монархији, а чија је општа тенденција уперена против територијалног интегритета Монархије;
2. Да ће одмах распустити Народну Одбрану и конфисковати сва њена средства пропаганде, као и да ће на исти начин поступити против осталих савеза и удружења у Србији који се баве пропагандом против Аустро-Угарске; Краљевска влада ће предузети мере које су неопходне да би се обезбедило да распуштена удружења не буду у могућности да наставе своје активности под другим именом или у другим видовима;
3. Да без одлагања искључи из јавне наставе у Србији све што служи или би могло послужити потхрањивању пропаганде против Аустро-Угарске, било да је везано за наставно особље или за методе наставе;
4. Да уклони из војне или административне службе уопште све официре и службена лица која сносе кривицу за вођење пропаганде против Аустро-Угарске, а чија имена Царска и Краљевска Влада задржава право да саопшти Краљевској Влади приликом достављања материјалних доказа које сада поседује;
5. Да се сагласи да органи Царске и Краљевске Владе сарађују у Србији на сузбијању субверзивног покрета упереног против интегритета Монархије;
6. Да покрене судску истрагу против сваког учесника у завери од двадсет-осмог јуна који би могао бити пронађен на територији Србије; органи Царске и Краљевске Владе одређени у ову сврху учествоваће у поступцима који буду покренути у том циљу;
7. Да ће с највећом хитношћу ухапсити мајора Војислава Танкосића и неког Милана Цигановића, српског званичника, који су компромитовани резултатима истраге;
8. Да ће ефикасним мерама спречити учешће српских власти у кријумчарењу оружја и експлозива преко границе; да ће отпустити из службе и строго казнити припаднике Пограничне службе у Шапцу и Лозници који су помогли починиоцима злочина у Сарајеву да пређу границу;
9. Да ће дати објашњење Царској и Краљевској Влади које се односи на неоправдане изјаве високих српских функционера у Србији и иностранству, који, без обзира на свој службени положај, нису оклевали да се изразе на начин који је непријатељски према Аустро-Угарској након атентата од двадесет-осмог јуна;
10. Да без одлагања обавести Царску и Краљевску Владу о спровођењу мера предвиђених у напред наведеним тачкама.

На крају ултиматума је било наведено да: Царска и Краљевска Влада очекује одговор Краљевске Владе до суботе, двадесет-петог јула, најкасније у 6.00 сати поподне.

## Одговор српске владе на ултиматум од 12/25. 1914. јула
На овај улитматум српска влада је послала одговор, 12/25. јула тачно у 17.45 часова, који је председник српске владе Н. Пашић предао аустроугарском посланику у Београду барону Гизлу.
Истог дана српска влада је сачинила и прокламацију, којом је, предвиђајући рат позвала грађане на одбрану отаџбине.

## Изворни садржај Прокламације
Пре два дана поднела је Аустро-Угарска влада српској влади представку с извесним захтевима и оставила је рок, да се на то одговори, до вечерас у 6 сахата, стављајући у изглед прекидање дипломатских односа, ако не би добила задовољење. Српска је влада, знајући да одговара жељама вашим и потреби мира, коју осећа не само Србија, него — уверени смо — и цела Европа, изашла у сусрет царској и краљевској влади до крајњих граница попустљивости, преко којих не може ићи ниједна независна држава.
Уздајући се у помоћ Божију, у своју правду, као и у пријатељство великих држава, које — уверени смо — желе исто тако, да се мир одржи, надамо се да ће се овај сукоб свршити мирно; али, како је аустро-угарски посланик вечерас изјавио у име своје владе, да није задовољан нашим одговором и да коначно прекида дипломатске односе, влада је српска принуђена да, за сваки случај, одмах предузме најпотребније војничке мере за одбрану земље. Сматрамо за дужност позвати народ на одбрану отаyбине, верујући да ће се нашем патриотском позиву сваки радо одазвати. 
Ако будемо нападнути, војска ће вршити своју дужност, а грађанима, који нису позвати под заставу, саветујемо да остану код својих домова и мирно раде своје послове.
У Београду 12. јула 1914. године.